# Стяжкина, Елена Викторовна
Еле́на Ви́кторовна Стя́жкина (укр. Олена Вікторівна Стяжкіна; род. 25 февраля 1968, Донецк, Украинская ССР) — украинская писательница и историк, свои первые произведения публиковала под псевдонимом Елена Юрская. Доктор исторических наук, старший научный сотрудник Института истории Украины НАН Украины. Профессор кафедры истории славян Донецкого национального университета имени Василия Стуса.

## Биография
Родилась в семье врачей. В 1985 году с отличием окончила донецкую школу № 2 и поступила на исторический факультет Донецкого государственного университета. После окончания университета поступила в аспирантуру. В 1996 году защитила кандидатскую диссертацию на тему «Культурные процессы в Донбассе в 1960 — начале 90-х годов», начав работать на кафедре истории славян исторического факультета Донецкого государственного университета.
Параллельно в качестве журналистки и копирайтера сотрудничала с газетами, а также развлекательными журналами Донецка. Статьи Елены Стяжкиной публиковались в газетах «Экспресс», «Московский комсомолец в Донбассе», «Аэронет», «День и ночь». В это же время она увлекается литературной деятельностью, публикуя свои первые произведения в разделе «Самиздат» онлайн-библиотеки.. Свои первые произведения она публикует под псевдонимом Елена Юрская. Печаталась в журналах «Крещатый Яр», «Натали», «День и ночь», «Знамя»
В 2003 году Елена Стяжкина защитила докторскую диссертацию «Женщины в истории украинской культуры второй половины XX столетия» («Жінки в історії української культури другої половини XX століття»). В 2011 году выступила спикером на конференции TEDxWomen Donetsk.
В 2014 году в связи с вооружённым конфликтом на востоке Украины уехала из Донецка на территорию Украины. 1 ноября 2014 года, выступила на конференции TEDxKyiv 2014 — в российских СМИ и соцсетях получила распространённость фраза, что Донбассу «нужны сначала виселицы, а потом школы» и что краю нужна новая «колонизация» — «(…) туда начали заманивать профессоров, актёров и учёных и создали тот мир, который делал Донецк европейским городом»).
Замужем. Воспитывает сына и дочь.

## Достижения и награды
- 2000 — дипломант конкурса «Коронация слова»[13], победа в номинации «Лучший социально-психологический роман года»[14]
- 2012 — финалист премии И. П. Белкина[15][16]
- 2012 — лауреат премии «Учительский Белкин»[17][18][19][20]
- 2014 — лауреат «Русской премии»

### Художественная литература
- Елена Юрская. А смерти net. — Центрполиграф, 2003. — 400 с. — (Криминальный талант). — 12 000 экз. — ISBN 5-9524-0528-2.
- Юрская Е. Главный приз — смерть.
- Юрская Е. Злые куклы.
- Юрская Е. Возвращение — смерть.
- Елена Юрская. Охота на мужа. — Центрполиграф, 1998. — 416 с. — (Бестселлер. Криминальный талант). — 15 000 экз. — ISBN 5-227-00167-7.
  - Елена Юрская. Охота на мужа. — Центрполиграф, 2003. — 393 с. — (Бестселлер. Криминальный талант). — 20 000 экз. — ISBN 5-227-01551-1.
  - Елена Юрская. Охота на мужа. — Донетчина, 2004. — 320 с. — (Белый детектив). — 3000 экз. — ISBN 966-556-546-X.[21].
- Юрская Е. Чисто семейное убийство.
- Юрская Е. Купите бублики: Повести, рассказы. — М.: ОЛМА, 2006.
- Елена Юрская. Ведьмы. — ОЛМА Медиа Групп, 2007. — 512 с. — (Ищите женщину). — 4000 экз. — ISBN 978-5-373-00541-8.
- Елена Юрская. Кухонный вальс. — Донетчина, 2003. — 320 с. — (Женские истории). — 5000 экз. — ISBN 966-556-509-5.
- Фактор Николь: Повесть, рассказы. — М.: АСТ, 2009.
- Великое никогда. — Донецк, 1993.
- Ты посмотри на неё! — Киев: Факт, 2006.
- Отвращение. повесть // Знамя. — 2013. — № 2.
- Все так. повесть // Знамя. — 2011. — № 10.

#### Участие в сборниках
- Enter: книга донецкой прозы. — Донецк, 2001.
- 0 января. — М.: АСТ, 2008.

### Научные публикации
- Культурні процеси в Донбасі в 1960-ті-на початку 90-х років : Дис… канд. іст. наук: 07.00.01 Донецьк, 1996.
- Жінки в історії української культури другої половини XX століття : Дис… д-ра іст. наук: 07.00.01 Донецьк, 2003. — 498 с.
- Жінки в історії української культури другої половини XX століття. Донецьк: Східний видавничий дім, 2002. — 270 с. — ISBN 966-7804-43-7
- Мирошниченко И. М., Стяжкина Е. В. // Нові сторінки історії Донбассу : статті. — Кн. 20. — 2011. — 180 с. — С. 106—120.
- Изучение жизни и деятельности Л. Д. Троцкого (Льва Бронштейна) в зарубежной историографии / Стяжкина Е. В., Ревенко В. К. // ІСТОРИЧНІ І ПОЛІТОЛОГІЧНІ ДОСЛІДЖЕННЯ. — 2012. — № 1. — С. 45—50. — (Історія, джерелознавство, методологія).
- Повседневные практики алиментарных обязательств в Донецком регионе в 1930-е годы // Нові сторінки історії Донбассу : статті. — Кн. 21. — 2012. — 305 с. — С. 204—215.
- Нескучные советы студентам и аспирантам: как написать научный текст / под ред. Л. А. Фадеевой, Е. В. Стяжкиной. — Пермь, 2012. — 98 с.
- Научная работа в эпоху Интернета: рекомендации начинающим исследователям / Донец. нац. ун-т; под ред. Е. В. Стяжкиной, Л. А. Фадеевой . — Донецк: Ноулидж, Донец. отд-ние, 2013. — 248 с. — ISBN 978-617-579-675-7